# Tour 08452 〜Welcome to my heart〜
『Tour 08452 〜Welcome to my heart〜』（ツアー ゼロハチヨンゴウニ ウェルカム トゥ マイ ハート）は、ポルノグラフィティのライブビデオ。2000年9月6日にリリース。SME Records制作（発売元はソニーミュージックレコーズ・SME Records）、ソニー・ミュージックディストリビューションより販売（VHS：SRVM-5699／DVD：SRBL-1084）。

## 概要
- 2000年春に行われたライブハウスツアー『1st LIVE CIRCUIT "Tour 08452 〜Welcome to my heart〜"』から、3月24日に渋谷ON AIR EASTで行われたライブの模様を収録。
- ツアー名の「08452」はメンバーの出身地である因島の市外局番である（2005年2月5日に「0845」に変更された）。
- 実際のライブでは演奏されたがシングル曲「アポロ」「ヒトリノ夜」などは収録されておらず、1stアルバム『ロマンチスト・エゴイスト』に収録されたインディーズ時代からの楽曲を中心に構成されている。
- ポルノグラフィティにとって初めての映像作品（VHS/DVD）でもあり、初めての販売記号でもある（SRVM/SRBL）。

## 収録内容
1. Jazz up
2. マシンガントーク
3. ライオン
4. リビドー
5. PRIME
2000年7月発売のシングル「ミュージック・アワー」のカップリング曲で、ライブの時点では未発表曲であった。
6. Heart Beat
7. ジレンマ

## 当日ライブセットリスト
Tour 08452 ～Welcome to my heart～（2000/03/24 in 渋谷ON AIR EAST）
- DVD未収録楽曲は赤字で表記。

1. Jazz up
2. マシンガントーク
3. ヒトリノ夜
4. グァバジュース(当時未発表)
5. ラビュー・ラビュー
6. ライオン
7. デッサン #1
8. 憂色～Love is you～
9. サボテン(当時未発表)
10. リビドー
11. PRIME(当時未発表)
12. Century Lovers
渋谷ON AIR EAST公演(2000/04/20)に収録された音源がミュージック・アワーに収録されている。
13. アポロ
14. Heart Beat

アンコール
1. ロマンチスト・エゴイスト
2. ジレンマ

## サポートメンバー
- 小畑"PUMP"隆彦（ドラムス）
- ジャッキー池田（キーボード）
- nang-chang（マニピュレート）